# 호베르토 아제베두

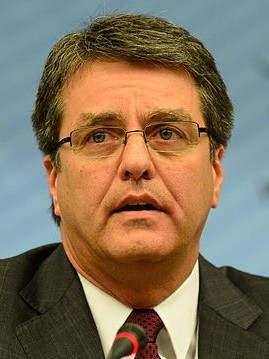

호베르토 카르발류 데 아제베두(Roberto Carvalho de Azevêdo, 1957년 10월 3일 ~ )는 브라질의 외교관으로, 세계무역기구 대사이다.